# Liste von Volksmusikinstrumenten
Im europäischen Kulturkreis entstand in der Renaissance eine Trennung zwischen dem Instrumentarium der Kunstmusik und der höfischen Musik einerseits und der Volksmusik andererseits; ältere, in der Kunstmusik nicht mehr verwendete Musikinstrumente sind bis heute noch als Volksmusikinstrumente im Gebrauch. Jedoch werden die in der Kunstmusik verwendeten Musikinstrumente bis auf geringe Ausnahmen alle auch in der Volksmusik verwendet.

## Instrumentarium der alpenländischen Volksmusik
In der alpenländischen Volksmusik sind vor allem folgende Instrumente mit den angeführten Funktionen gebräuchlich:
- Streichinstrumente:
  - Violine: sie ist das klassische Volksmusikinstrument
Melodie 1. und 2. Stimme
Nachschlag (Begleitung)
  - Bratsche
Nachschlag (Begleitung)
selten 3. Stimme, Neben- und Gegenstimmen
  - Cello (selten)
Nachschlag (Begleitung)
Neben- und Gegenstimmen
  - Kontrabass, Bassgeige, manchmal wird auch das kleinere Bassettl verwendet.
Grundbässe, Bassläufe, Übergänge
  - Streichzither: 
Melodieinstrument, selten
- Harmonikainstrumente:
  - Akkordeon (Tastenakkordeon, Knopfakkordeon)
Melodie ein-, zwei-, dreistimmig in allen Tonarten, Bass und Begleitung in einem Instrument, daher oft als Soloinstrument
Haupt-Melodieinstrument neben anderen Begleitinstrumenten
Untermalung und harmonisches Gerüst für andere Melodieinstrumente
Nachschlaginstrument, vor allem für Tanzlmusiken
Gesangbegleitung
  - Steirische Harmonika
Funktionen wie beim Akkordeon, jedoch auf wenige Tonarten beschränkt, dafür für Volksmusik typischer kräftiger, voller Klang, besonders im Bass
  - Schrammelharmonika
Begleitung und Untermalung in der Wienermusik
  - Deutsche Handharmonika, Schwyzerörgeli, Bandonion und andere
- Blechblasinstrumente:
  - Flügelhorn
Melodieinstrument
selten Nachschlag (Begleitung)
Weisenblasen
  - Trompete
Nachschlag (Begleitung)
selten Melodie, da für Volksmusik zu harter Klang
  - Tenorhorn (Bassflügelhorn, Basstrompete, Posaune)
Nachschlag (Begleitung)
Neben- und Gegenstimmen
Weisenblasen
  - Tuba (Bariton, Posaune)
Grundbässe, Bassläufe, Übergänge
  - Waldhorn und andere
- Holzblasinstrumente
  - Klarinette
Melodieinstrument
abwechselnd mit Blechbläsern in der Tanzlmusik
Oberstimme zur Steirischen Harmonika
  - Querflöte
Melodieinstrument
passt gut zu Streichinstrumenten
  - Schwegelpfeife
Melodieinstrument
überlieferte Schützenmusik (Salzkammergut), zwei- bis dreistimmiges Spiel, allenfalls mit Schützentrommel
  - Blockflöte
Melodieinstrument in der Stubenmusik
  - Okarina
meist eigene Okarina-Musik mit Gitarre
selten zu anderen Instrumenten, da eingeschränkter Tonumfang
  - Oboe, Fagott und andere
- Zupfinstrumente:
  - Gitarre
Nachschlag (Begleitung)
Melodiegitarre in der Stubenmusik
Gesangbegleitung
    - Kontragitarre
vor allem in der Wienermusik

  - Zither
Solo-Instrument
Melodie-Instrument in der Stubenmusik
Zither-Orchester
    - Raffele (Urzither)
Melodie-Instrument

  - Harfe (vor allem Volksharfe)
hauptsächlich Nachschlag (Begleitung)
Liedbegleitung
selten Melodie, etwa im Harfenduo, aber auch solo
    - Hakenharfe
Liedbegleitung

  - Hackbrett
    - Salzburger Hackbrett (chromatisch)
Melodie-Instrument in der Stubenmusik
selten Nachschlag (Begleitung)
    - Steirisches Hackbrett (diatonisch)
früher vor allem Nachschlag (Begleitung)
heute auch Melodie-Instrument, Neben- und Gegenstimmen
    - Osttiroler Hackbrett
vor allem Nachschlag (Begleitung)
- Borduninstrumente:
  - Drehleier, Dudelsack
Meist Solospiel oder Melodie in Kleingruppen
  - Scherrzither
    - Hexenscheit (Schweiz)
- Schlaginstrumente aller Art, Teufelsgeige
- spezielle Volksmusikinstrumente
  - Alphorn
  - Büchel (Schweiz)
  - Birkenblattblasen
  - Maultrommel
  - Mundharmonika
  - Strohfiedel
  - Talerschwingen (Schweiz)
  - Halszither (Schweiz)
    - Krienser Halszither
    - Toggenburger Halszither

## Instrumentarium aus anderen Ländern
Typische Volksmusikinstrumente anderer Kulturkreise sind:
- Alboka (Baskenland)
- Alphorn (Schweiz und andere Berggebiete)
- Arghul
- Baglamas (Griechenland)
- Balalaika (Russland)
- Bandura (Ukraine)
- Bouzouki (Griechenland, Irland)
- Briolka
- Cumbüz
- Didgeridoo (Australien)
- Diple (Bosnien)
- Dizi (Instrument)
- Dulzaina (Spanien)
- Gajda (Griechenland, Bulgarien)
- Gitarrenlaute (Deutschland)
- Guan
- Guitarra (Portugal)
- Hummel (Deutschland, Dänemark, Niederlande, Schweden)
- Jouhikko (Finnland)
- Kanonaki
- Kantele (Finnland, Estland, Karelien)
- Laouto
- Launedda (Sardinien)
- Nyckelharpa (Schweden)
- Outi
- Paixiao
- Pibgorn (Wales)
- Saz (Griechenland)
- Sipsi (Türkei)
- Stössel-Laute (Deutschland)
- Toumpeleki
- Trikitixa (Baskenland)
- Tsournas (Griechenland)
- Txistu (Baskenland)
- Violinzither (Deutschland)
- Waldzither (Deutschland)
  - Hamburger Waldzither
  - Harzzither
  - Thüringer Waldzither
  - Halszither (Schweiz)
- Xeremia (Ibiza)
- Xun
- Zummara (Ägypten)